# Hecaloidella nitida
Hecaloidella nitida är en insektsart som beskrevs av Henry Fairfield Osborn 1934. Hecaloidella nitida ingår i släktet Hecaloidella och familjen dvärgstritar. Inga underarter finns listade i Catalogue of Life.